# العلاقات الإكوادورية الجورجية
العلاقات الإكوادورية الجورجية هي العلاقات الثنائية التي تجمع بين الإكوادور وجورجيا.

## مقارنة بين البلدين
هذه مقارنة عامة ومرجعية للدولتين:
| وجه المقارنة                                              | الإكوادور                      | جورجيا                          |
| --------------------------------------------------------- | ------------------------------ | ------------------------------- |
| المساحة (كم2)                                             | 283.56 ألف                     | 69.70 ألف                       |
| عدد السكان (نسمة)                                         | 16.62 مليون                    | 3.72 مليون                      |
| الكثافة السكانية (ن./كم²)                                 | 58.61                          | 53.37                           |
| العاصمة                                                   | كيتو                           | تبليسي، كوتايسي                 |
| اللغة الرسمية                                             | اللغة الإسبانية، كيشوا ‏، شوار ‏ | اللغة الجورجية، اللغة الأبخازية |
| العملة                                                    | دولار أمريكي، سوكري إكوادوري   | لاري جورجي                      |
| الناتج المحلي الإجمالي (بليون دولار)                      | 103.06 مليار                   | 15.16 مليار                     |
| الناتج المحلي الإجمالي (تعادل القوة الشرائية) بليون دولار | 185.24 مليار                   | 35.68 مليار                     |
| الناتج المحلي الإجمالي الاسمي للفرد دولار أمريكي          | 6.21 ألف                       | 3.79 ألف                        |
| الناتج المحلي الإجمالي للفرد دولار أمريكي                 | 11.37 ألف                      |                                 |
| مؤشر التنمية البشرية                                      | 0.746                          | 0.754                           |
| رمز المكالمات الدولي                                      | +593                           | +995                            |
| رمز الإنترنت                                              | .ec                            | .ge، .გე ‏                       |
| المنطقة الزمنية                                           | 00                             | ت ع م+04:00                     |

## منظمات دولية مشتركة
يشترك البلدان في عضوية مجموعة من المنظمات الدولية، منها:
| علم المنظمة | اسم المنظمة                   | تاريخ انضمام الإكوادور | تاريخ انضمام جورجيا |
| ----------- | ----------------------------- | ---------------------- | ------------------- |
|             | يونسكو                        | 22 يناير 1947          | 7 أكتوبر 1992       |
|             | الفريق المعني برصد الأرض      | ?                      | ?                   |
|             | مؤسسة التمويل الدولية         | 20 يوليو 1956          | 29 يونيو 1995       |
|             | مؤسسة التنمية الدولية         | 7 نوفمبر 1961          | 31 أغسطس 1993       |
|             | منظمة التجارة العالمية        | ?                      | 14 يونيو 2000       |
|             | الاتحاد البريدي العالمي       | ?                      | ?                   |
|             | الاتحاد الدولي للاتصالات      | 17 أبريل 1920          | 7 يناير 1993        |
|             | الأمم المتحدة                 | 21 ديسمبر 1945         | 31 يوليو 1992       |
|             | البنك الدولي للإنشاء والتعمير | 28 ديسمبر 1945         | 7 أغسطس 1992        |
|             | المنظمة الهيدروغرافية الدولية | ?                      | ?                   |

## وصلات خارجية
- موقع وزارة الخارجية الإكوادورية
- موقع وزارة الخارجية الجورجية